# Ramal Amanov
Ramal Amanov (Gəncə, URSS, 13 de septiembre de 1984) es un deportista azerbaiyano que compitió en boxeo. Ganó una medalla de plata en el Campeonato Mundial de Boxeo Aficionado de 2005, en el peso ligero.
En junio de 2013 disputó su primera pelea como profesional. En su carrera profesional tuvo en total 24 combates, con un registro de 19 victorias y 5 derrotas.

## Palmarés internacional
| Campeonato Mundial | Campeonato Mundial | Campeonato Mundial | Campeonato Mundial |
| Año                | Lugar              | Medalla            | Categoría          |
| ------------------ | ------------------ | ------------------ | ------------------ |
| 2005               | Mianyang (China)   | Medalla de plata   | 60 kg              |